# توماس متیوز (دوچرخه سوار)
توماس متیوز (انگلیسی: Thomas Matthews; ۱۶ اوت ۱۸۸۴ – ۲۰ اکتبر ۱۹۶۹) دوچرخه‌سوار اهل بریتانیا بود.
وی در مسابقات کشوری و بین‌المللی در مجموع برندهٔ ۱ مدال طلا شده‌است.